# Heleioporus
Heleioporus é um gênero de anfíbios da família Limnodynastidae.
As seguintes espécies são reconhecidas:
- Heleioporus albopunctatus Gray, 1841
- Heleioporus australiacus (Shaw & Nodder, 1795)
- Heleioporus barycragus Lee, 1967
- Heleioporus eyrei (Gray, 1845)
- Heleioporus inornatus Lee & Main, 1954
- Heleioporus psammophilus Lee & Main, 1954